# オオタケ

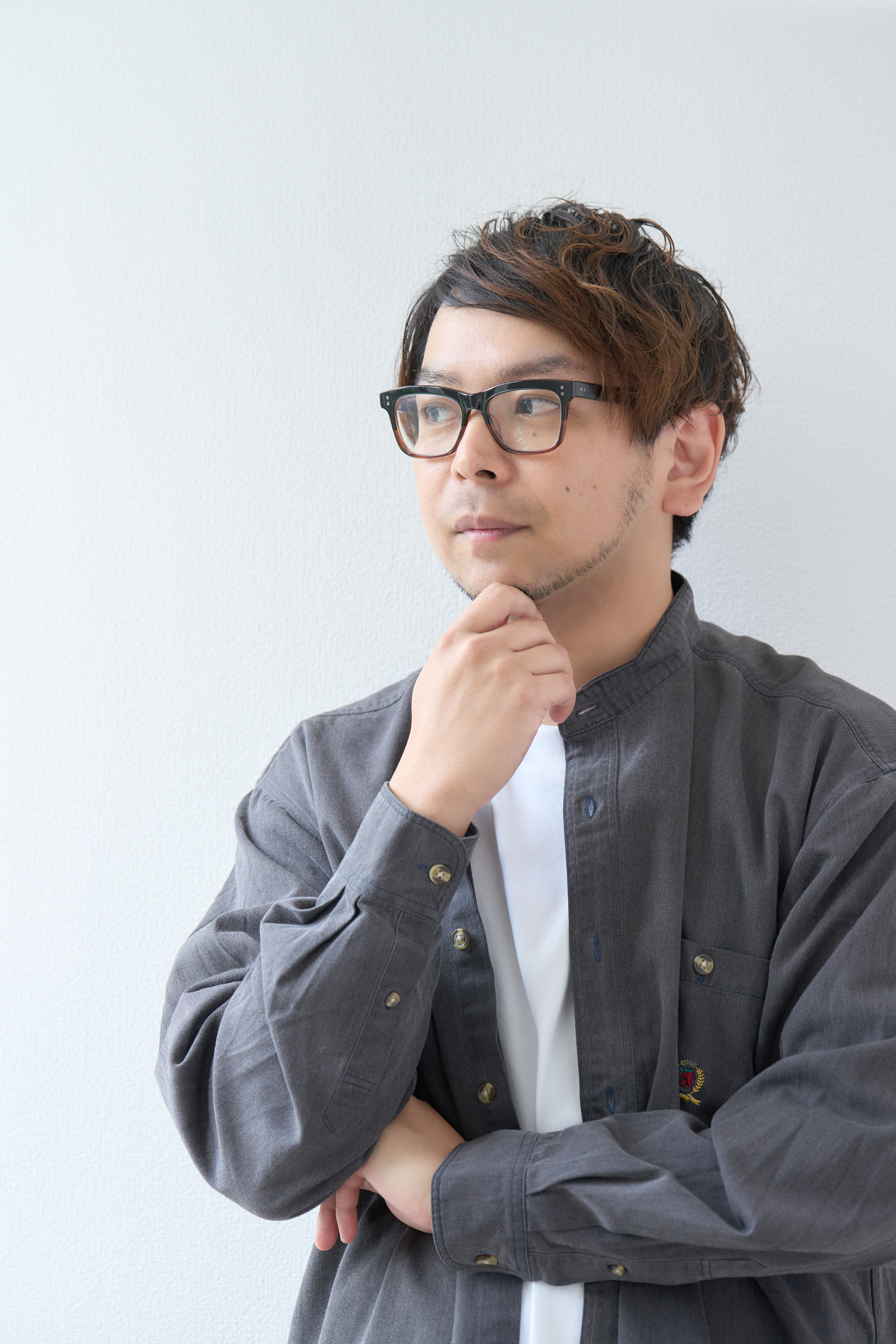
オオタケ

オオタケ（おおたけ、1983年〈昭和58年〉5月31日 - ）は、日本の広告・コンテンツプランナー、演出家、構成作家、競馬予想家。
広告及びテレビ、WEB配信、映像等の企画、演出、制作の傍ら、競馬予想家としてメディア出演および寄稿を行うなど異色の経歴を持つ。

## 概要
東京都品川区出身。法政大学第二高等学校、法政大学経営学部経営学科卒業。
2006年4月、株式会社東急エージェンシー入社。
セールスプロモーション、クロスメディアセクションのプランナーとして、大手飲料・通信・化粧品・薬品メーカー等のコミュニケーションプランニングに従事。
2015年4月、株式会社UBUGOE設立。
制作・事業視点に重きを置きながら、ナショナルクライアントの広告活動を、総合広告代理店・クリエイティブブティックとの共同で実施。また、ローカルエリアやベッドタウンの活性化にも尽力することで、広告領域を越えたオリジナルコンテンツやメディア開発、映像制作、ストーリーコンセプト設計、シナリオライティングの設計を手掛ける。
その一環として取り組んでいた趣味の競馬（公営競技）が講じ、2011年から自身の備忘録として呟いていたX（旧twitter）が意に反して注目を集め、現在では約5万人のフォロワーを有する競馬予想家の顔も併せ持つように。素人が特定の領域で自メディア（SNS）を活性化させる成功事例として、企業・タレント・各界有識者のSNS運用にも携わるように。
特に南関東四場の競馬に見識が深く、その鋭い考察力と独自の理論を元に展開する予想に多くのファンが支持。とりわけ、SPAT4「トリプル馬単」の的中が非常に多く、2024年初頭には事前に公表していた買い目が10日で7度的中するという離れ業も披露している。

## 出演（競馬予想家として）

### テレビ
- 5時に夢中！（TOKYO MX）2019年
- 競馬魂（フジテレビONE）2020年7月〜現在
- コヤブガチ馬写真館（フジテレビONE）2023年5月〜現在
- 地方競馬魂（フジテレビONE）2024年11月〜現在

### 配信/YouTube
- 月島競馬サークル(YouTube)  2015年〜
- ウマバラ(マシェバラ)  2017年〜
- KAWASAKI HORSE BASE(川崎競馬公式)  2020年11月～2021年3月
- DMMオンラインサロン主催 有馬記念スペシャルコラボ生配信 2020年（DMM公式）
- JRA「第3回 小宮有紗・大原優乃の初心者でもわかる宝塚記念予想 in うまびLIVE2021!」(Umabi公式チャンネル)  2021年
- 有馬記念前夜の大予想LIVE（netkeibaTV）2021年
- 川崎競馬スパーキングトークLIVE LABO（川崎競馬公式YouTube 重賞開催日を除く2日目～4日目のいずれか） 2022年～現在 不定期出演
- 船橋ハートビートライブ（船橋競馬公式YouTube） 2022年～現在
- 金沢競馬公式『みんなで投稿（登校）「教えて!カナザワケイバ塾」』（金沢競馬公式YouTube）2024年～

### ラジオ
- 競馬新聞サミット(渋谷クロスFM)  2021年

### 新聞
- ひと口馬主のすすめ(東京スポーツ)　2021年

### イベント
- 川崎競馬場「ウマバライベント」2017年
- エフケイバ木更津トークショー　2023年 ゲスト：麻美ゆまのナビゲーター役
- JRA （日本中央競馬会）ウインズ汐留「宝塚記念トークショー」 2024年 ゲスト：風吹ケイ、高橋凛のナビゲーター役
- JRA（日本中央競馬会）パークウインズ＠東京競馬場「ものまね&トークショー」2024年12月 ゲスト：キンタロー。のナビゲーター役

### 雑誌/ウェブ（寄稿・取材）
- 馬券大勝利「メイクデビューと1番人気の取捨篇」(COSMIC出版) 2017年9月号
- 馬券大勝利「世相で斬る有馬記念」(COSMIC出版) 2017年12月号
- レニピ～rainy people～「雨の名勝負 競馬篇『キセキを呼ぶ天災』2010年優駿牝馬」2018年
- デジタル競馬最強の法則「ネットを騒がす馬券職人たち『2020秋競馬馬券収穫祭』」2020年
- 競馬王 （取材インタビュー・記事寄稿）(ガイドワークス) 2021年～ 　- トリプル馬単対談 w)インスタントジョンソンじゃい  　- 南関東競馬対談 w)古谷剛彦
- JRA×地方競馬「プレミアムウィーク」(地方競馬全国協会)2023年12月～2024年1月
- 週刊プレイボーイ「日本ダービー予想」(集英社) 2024年5月
- 馬トク×川崎競馬 重賞予想対決 (スポーツ報知) 2024年11月

### 書籍（監修・著作・寄稿）
- 「南関東競馬徹底攻略BOOK」（2022年7月15日発売）ガイドワークス（監修・著作）
- 「競馬王オールスターズ 黄金理論編」（2022年7月29日発売）ガイドワークス（寄稿）